# الن سندوایس
اِلن سَندوایس (انگلیسی: Ellen Sandweiss؛ زادهٔ ۳۰ دسامبر ۱۹۵۸) هنرپیشه، خواننده و هنرمند رقص اهل ایالات متحده آمریکا است.
از فیلم‌هایی که وی در آن نقش داشته است، می‌توان به مرده شریر اشاره کرد.